# Camille Lacourt
Camille Lacourt, född 22 april 1985, är en fransk simmare. Han har vunnit tre stycken raka VM-guld på långbana på 50 meter ryggsim (2013, 2015 och 2017).
Lacourt har deltagit vid de olympiska simtävlingarna i London 2012 och Rio de Janeiro 2016 men utan att ha vunnit någon medalj.

### Fotnoter
1. ↑  ”Camille Lacourt”. swimswam.com. swimswam.com. https://swimswam.com/bio/camille-lacourt/. Läst 9 augusti 2017.
2. ↑  ”Camille Lacourt Wins Third Straight 50 Back World Title; Grevers Bronze”. swimmingworldmagazine.com. swimmingworldmagazine. https://www.swimmingworldmagazine.com/news/camille-lacourt-wins-third-straight-50-back-world-title-grevers-bronze/. Läst 9 augusti 2017.
3. ↑  Olympic.org - Camille Lacourt